# العلاقات المجرية الإسرائيلية
العلاقات المجرية الإسرائيلية هي العلاقات الثنائية التي تجمع بين المجر وإسرائيل. للمجر سفارة في تل أبيب وأربع قنصليات فخرية (في إيلات وحيفا والقدس المحتلة وتل أبيب). أما إسرائيل، فلديها سفارة في بودابست وقنصلية فخرية في سيجد.
وحسب للمكتب المركزي للإحصاء الإسرائيلي، كان هناك 47500 يهودي يعيشون في المجر في عام 2018. كلا المجر وإسرائيل عضوان كاملان في الاتحاد من أجل المتوسط.
وقد أكدا على أهمية زيادة التجارة والسياحة بينهما، وتشير التقديرات إلى أن ما يقرب من 30 ألف يهودي مجري هاجروا إلى إسرائيل في عام 

## التاريخ

### القرن العشرين

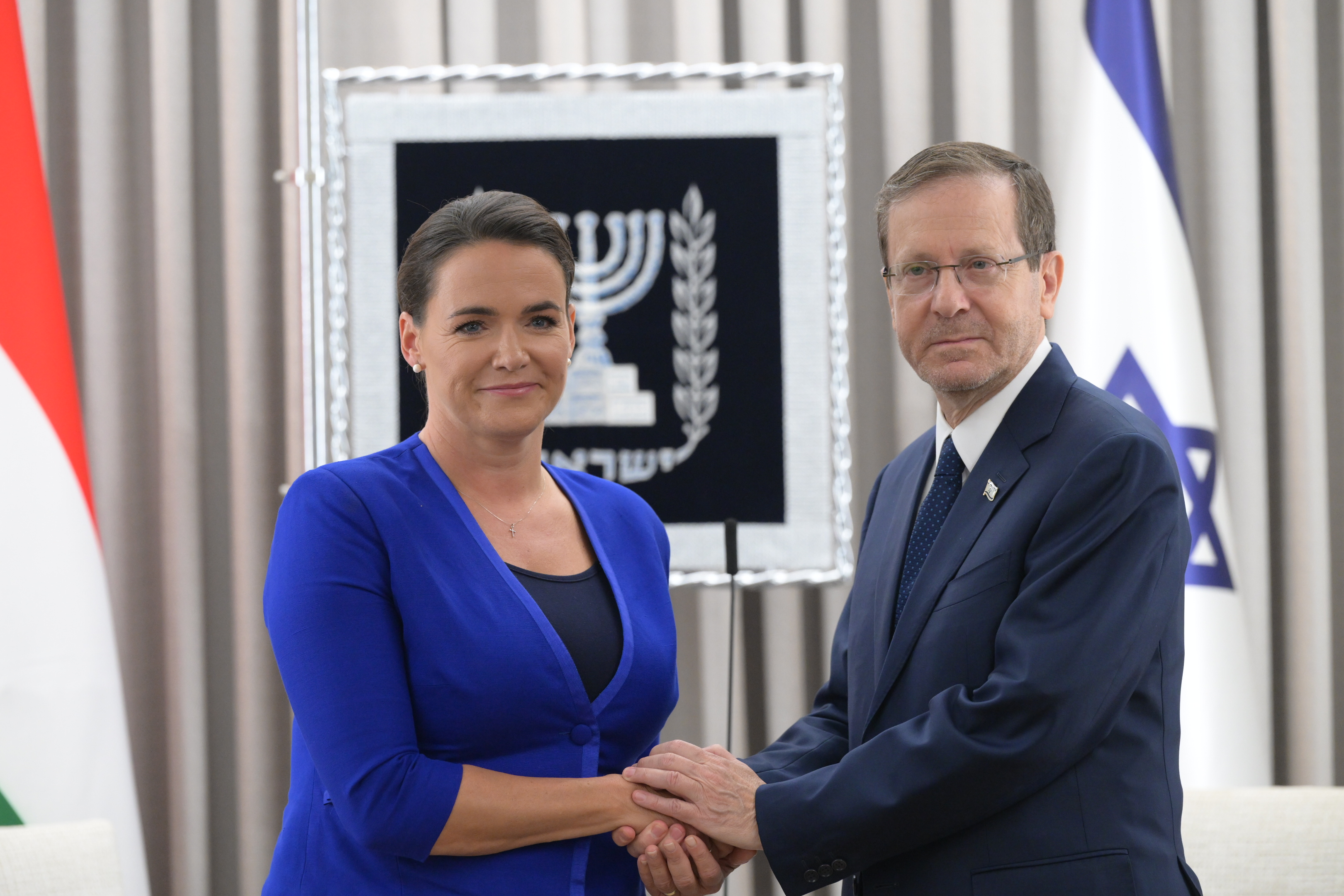
الرئيس المجري كاتالين نوفاك مع الرئيس الإسرائيلي إسحاق هرتصوغ في القدس المحتلة، 5 نوفمبر 2023

خلال النصف الأول من القرن العشرين، عانى العديد من اليهود المجريين من الاضطهاد، حيث أفيد بقتل النازيون 564 ألف يهودي مجري عام 1944، خلال الهولوكوست.
أقيمت العلاقات الدبلوماسية بين المجر ودولة «إسرائيل» رسميًا في عام 1949 بعد عام واحد من تأسيسها. افتتحت المجر مفوضية في إسرائيل، إلى جانب دول أخرى من الكتلة الشرقية في عام 1952. قطعت المجر علاقاتها مع إسرائيل بعد حرب 1967، ونتيجة لذلك، أغلقت المفوضية المجرية في إسرائيل، مثل العديد من الدول الأخرى من أوروبا الشرقية.
في أواخر ثمانينيات القرن العشرين، بدأ ميخائيل غورباتشوف إصلاحاتٍ ديمقراطيةً في الاتحاد السوفيتي. ووافق الزعيم المجري يانوس كادار على هذه الإصلاحات، مما زاد من تقارب بلاده مع الدول الغربية. وبدأت أولى العلاقات غير الرسمية بين البلدين في سبتمبر/أيلول 1987، عندما افتتحت المجر وإسرائيل مكاتبَ رعاية مصالح غير مقيمة. واستُعيدت العلاقات الدبلوماسية الرسمية بالكامل عام 1989.

### القرن الحادي والعشرين
في القرن الحادي والعشرين، تُعرف المجر بأنها من أقرب حلفاء إسرائيل في أوروبا، إذ خالفت الإجماع الأوروبي مرات عديدة، ووقفت إلى جانب إسرائيل. وقد قام الزعيمان المجري والإسرائيلي بزيارات رسمية عدة مرات.
في مارس عام 2019، افتتحت المجر مكتبًا تجاريًا في القدس، معترفة بها كجزء لا يتجزأ من إسرائيل بحكم الأمر الواقع.
في 21 مايو/أيار 2020، تحدث وزير الخارجية المجري مع نظيره الإسرائيلي، مؤكدًا له أن "المجر ستقف دائمًا إلى جانب إسرائيل". كما انتقد أوروبا بسبب "نفاقها السياسي". وفي وقت لاحق من ذلك العام، قرر البلدان التعاون في مجال أبحاث الفضاء.
في 18 مايو 2021، منعت المجر الاتحاد الأوروبي من اتخاذ موقف رسمي بشأن الأزمة الإسرائيلية الفلسطينية لعام 2021. واتهم وزير الخارجية المجري، بيتر سيارتو، الاتحاد الأوروبي بمعارضة إسرائيل. وقال: "لدي مشكلة عامة مع هذه التصريحات الأوروبية بشأن إسرائيل... فهي عادةً ما تكون منحازة للغاية، وهذه التصريحات لا تُجدي نفعًا، خاصةً في ظل الظروف الحالية، حيث التوتر شديد للغاية".
في يناير 2022، شكر رئيس الوزراء الإسرائيلي نفتالي بينيت نظيره المجري، رئيس الوزراء فيكتور أوربان، على الدعم المستمر الذي تقدمه الحكومة المجرية لإسرائيل في المحافل الدولية.

### الحرب على غزة 2023
في أكتوبر 2023، وعلى خلفية بداية الحرب على غزة، أدلى رئيس الوزراء المجري فيكتور أوربان بتصريحات مؤيدة لإسرائيل: "لن تسمح المجر بأي مسيرات تدعم "المنظمات الإرهابية"، كما نقلت عنه رويترز؛ وقال أوربان، في إشارة إلى التداعيات الأوروبية لهجوم حماس على إسرائيل: "من المذهل أن هناك مسيرات تعاطف تدعم الإرهابيين في جميع أنحاء أوروبا"، كما ذكرت رويترز.
في سبتمبر/أيلول 2024، وسط تقارير عن انفجار أجهزة النداء واللاسلكي في لبنان، كشفت التحقيقات الأولية أن الأجهزة المستخدمة لم يتم تصنيعها بواسطة شركة جولد أبولو المحررة من تافيشا، بل تم تصنيعها بواسطة شركة مقرها بودابست مرخصة لإعادة استخدام اسم جولد أبولو.
وفي 2 أبريل 2025، زار رئيس الوزراء الإسرائيلي بنيامين نتنياهو المجر فيكتور أوربان رغم مذكرة اعتقال دولية صادرة بحقه بسبب الحرب في قطاع غزة.

## التبادل التجاري
كما أن التجارة بين إسرائيل والمجر تتأثر أيضًا باتفاقية التجارة الحرة بين الاتحاد الأوروبي وإسرائيل منذ عام 1995.
|      | إسرائيل استورد المجر صادرات | المجر واردات إسرائيل صادرات | إجمالي قيمة التداول |
| ---- | --------------------------- | --------------------------- | ------------------- |
| 2023 | 391.7                       | 248.9                       | 640.6               |
| 2022 | 358.1                       | 146.1                       | 504.2               |
| 2021 | 313.5                       | 153.1                       | 466.6               |
| 2020 | 244.8                       | 126.1                       | 370.9               |
| 2019 | 261.2                       | 128.5                       | 389.7               |
| 2018 | 301.1                       | 138.2                       | 439.3               |
| 2017 | 272.2                       | 129.6                       | 401.8               |
| 2016 | 372.7                       | 120.7                       | 493.4               |
| 2015 | 283.8                       | 123.8                       | 407.6               |
| 2014 | 304.7                       | 169.7                       | 474.4               |
| 2013 | 272.8                       | 160.8                       | 433.6               |
| 2012 | 390.3                       | 189                         | 579.3               |
| 2011 | 260                         | 152.8                       | 412.8               |
| 2010 | 268.6                       | 106.9                       | 375.5               |
| 2009 | 252.4                       | 113.1                       | 365.5               |
| 2008 | 288.8                       | 174.5                       | 463.3               |
| 2007 | 195.6                       | 116.3                       | 311.9               |
| 2006 | 399.1                       | 97.6                        | 496.7               |
| 2005 | 144.1                       | 75.5                        | 219.6               |
| 2004 | 171                         | 78                          | 249                 |
| 2003 | 110.3                       | 63.1                        | 173.4               |
| 2002 | 77.3                        | 50.8                        | 128.1               |

## السياحة
تحظى المجر بشعبية كبيرة بين السياح الإسرائيليين، ومنذ عام 1994، أبرمت المجر وإسرائيل اتفاقية بدون تأشيرة.
|                                      | 2023    | 2022    | 2021    | 2020   | 2019    | 2018    | 2017    | 2016    |
| ------------------------------------ | ------- | ------- | ------- | ------ | ------- | ------- | ------- | ------- |
| الركاب المسافرون بين إسرائيل و المجر | 577,985 | 535,900 | 166,529 | 99,843 | 555,831 | 462,474 | 387,342 | 301,228 |
| السياح من المجر لزيارة إسرائيل       | 23,100  | 16,100  | 1,400   | 9,400  | 39,100  | 31,100  | 22,400  | 16,500  |

## مقارنة بين البلدين
هذه مقارنة عامة ومرجعية للدولتين:
| وجه المقارنة                                              | المجر                                                       | إسرائيل                                                             |
| --------------------------------------------------------- | ----------------------------------------------------------- | ------------------------------------------------------------------- |
| المساحة (كم2)                                             | 93.04 ألف                                                   | 20.77 ألف                                                           |
| عدد السكان (نسمة)                                         | 9.78 مليون                                                  | 8.89 مليون                                                          |
| الكثافة السكانية (ن./كم²)                                 | 105.12                                                      | 428.02                                                              |
| العاصمة                                                   | بودابست                                                     | القدس                                                               |
| اللغة الرسمية                                             | لغة مجرية                                                   | اللغة العبرية، اللغة العربية                                        |
| العملة                                                    | فورنت مجري                                                  | شيكل إسرائيلي جديد، شيكل إسرائيلي قديم، جنيه فلسطيني، جنيه إسرائيلي |
| الناتج المحلي الإجمالي (بليون دولار)                      | 139.14 مليار                                                | 350.85 مليار                                                        |
| الناتج المحلي الإجمالي (تعادل القوة الشرائية) بليون دولار | 260.42 مليار                                                | 306.51 مليار                                                        |
| الناتج المحلي الإجمالي الاسمي للفرد دولار أمريكي          | 12.36 ألف                                                   | 35.73 ألف                                                           |
| الناتج المحلي الإجمالي للفرد دولار أمريكي                 | 25.07 ألف                                                   | 36.58 ألف                                                           |
| مؤشر التنمية البشرية                                      | 0.828                                                       | 0.899                                                               |
| رمز المكالمات الدولي                                      | +36                                                         | +972                                                                |
| رمز الإنترنت                                              | .hu                                                         | .il                                                                 |
| المنطقة الزمنية                                           | ت ع م+01:00، ت ع م+02:00، أوروبا/بودابست ‏، توقيت وسط أوروبا | توقيت إسرائيل، Israel Summer Time ‏                                  |

## مدن متوأمة
في ما يلي قائمة باتفاقيات التوأمة بين مدن مجرية وإسرائيلية:
- ترتبط شوبرون مع إيلات باتفاقية توأمة منذ 1987.
- ترتبط دبرتسن مع ريشون لتسيون باتفاقية توأمة منذ 1970.[54][54][55][55]
- ترتبط بودابست مع تل أبيب باتفاقية توأمة منذ 3 أغسطس 2012.[56][56][56][56]
- ترتبط زومباثلي مع رمات غان باتفاقية توأمة منذ 1991.
- ترتبط Makó [الإنجليزية]‏ مع كريات يام باتفاقية توأمة.
- ترتبط كيكسكيميت مع نهاريا باتفاقية توأمة منذ 1991.
- ترتبط Siófok [الإنجليزية]‏ مع نتانيا باتفاقية توأمة.
- ترتبط ناجيكانيزسا مع عكا باتفاقية توأمة منذ 1 يونيو 1998.
- ترتبط Veresegyház [الإنجليزية]‏ مع جفعات شموئيل باتفاقية توأمة.
- ترتبط كيشفاردا مع كرمئيل باتفاقية توأمة.
- ترتبط نيرغهازا مع كريات موصقين باتفاقية توأمة منذ 1975.[57][57][57][57]
- ترتبط فاك مع جفعاتايم باتفاقية توأمة.
- ترتبط جيور مع الناصرة العليا باتفاقية توأمة منذ 1971.
- ترتبط فيسبرم مع طيرة الكرمل باتفاقية توأمة منذ 1987.

## منظمات دولية مشتركة
يشترك البلدان في عضوية مجموعة من المنظمات الدولية، منها:
| علم المنظمة | اسم المنظمة                               | تاريخ انضمام المجر | تاريخ انضمام إسرائيل |
| ----------- | ----------------------------------------- | ------------------ | -------------------- |
|             | مؤسسة التنمية الدولية                     | 29 أبريل 1985      | 22 ديسمبر 1960       |
|             | منظمة التعاون الاقتصادي والتنمية          | 7 مايو 1996        | 7 سبتمبر 2010        |
|             | الأمم المتحدة                             | 14 ديسمبر 1955     | 11 مايو 1949         |
|             | منظمة التجارة العالمية                    | 1995               | 21 أبريل 1995        |
|             | منظمة الشرطة الجنائية الدولية             | ?                  | ?                    |
|             | المركز الدولي لتسوية المنازعات الاستشارية | 6 مارس 1987        | 22 يوليو 1983        |
|             | الاتحاد الدولي للاتصالات                  | 1866               | 24 يونيو 1948        |
|             | الفريق المعني برصد الأرض                  | ?                  | ?                    |
|             | البنك الدولي للإنشاء والتعمير             | 7 يوليو 1982       | 12 يوليو 1954        |
|             | الاتحاد البريدي العالمي                   | ?                  | ?                    |
|             | مؤسسة التمويل الدولية                     | 29 أبريل 1985      | 26 سبتمبر 1956       |
|             | وكالة ضمان الاستثمار متعدد الأطراف        | 21 أبريل 1988      | 21 مايو 1992         |
|             | يونسكو                                    | 14 سبتمبر 1948     | 16 سبتمبر 1949       |

## أعلام
هذه قائمة لبعض الشخصيات التي تربطها علاقات بالبلدين:
- أمريتا شير جيل (فنانة هندية، 30 يناير 1913[64][65][66] – 5 ديسمبر 1941[64][66][67])
- بيني غانتس (ضابط إسرائيلي، 9 يونيو 1959 – )
- رودولف كاستنر (محام مجري، 1906[68][69][70] – 15 مارس 1957)
- يائير لبيد (5 نوفمبر 1963[71] – )

## وصلات خارجية
- موقع وزارة الخارجية المجرية
- موقع وزارة الخارجية الإسرائيلية